# Felsenhuhn

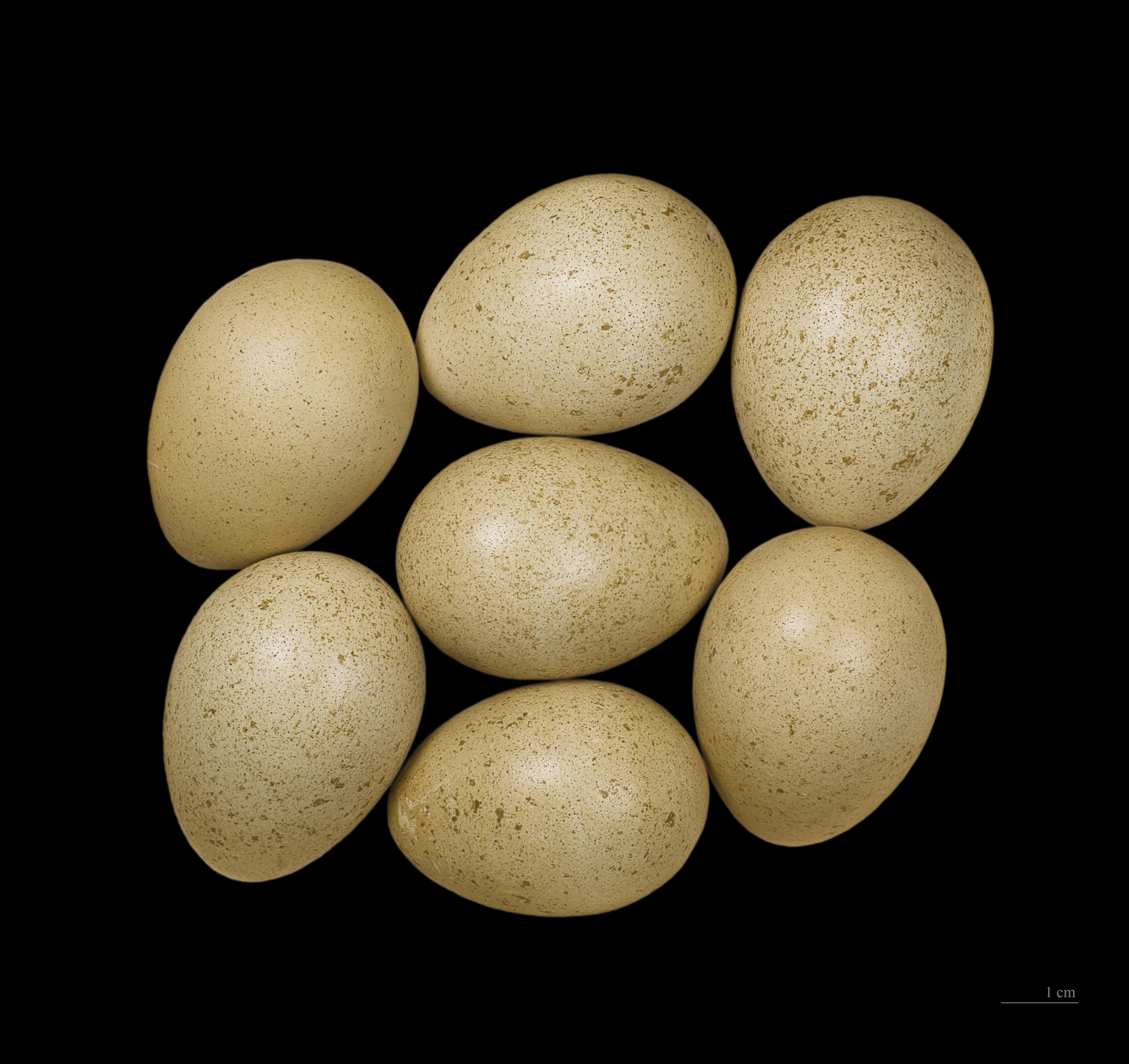
Alectoris barbara

Das Felsenhuhn (Alectoris barbara), manchmal auch Klippenhuhn genannt, ist eine Vogelart aus der Familie der Fasanenartigen (Phasianidae), die zur Ordnung der Hühnervögel (Galliformes) gehört.

## Erscheinungsbild
Das Felsenhuhn ähnelt dem Alpensteinhuhn. Auffälligstes Unterscheidungsmerkmal sind der Kehlfleck und der Überaugenstreifen, der bei dieser Art hellblaugrau ist. Das Felsenhuhn hat außerdem ein kastanienbraunes Halsband, das weiß gefleckt ist. Hinter dem Auge verläuft ein langer, senkrechter und rosafarbener Streif.
Das Felsenhuhn ist ein Bodenbewohner, der nur sehr selten auffliegt. Es gilt als scheuer Einzelgänger.

## Stimme
Das Felsenhuhn fällt am ehesten durch seine Rufe auf, die unter günstigen Bedingungen kilometerweit zu hören sind. Es handelt sich um einen durchdringenden schrillen tschruih-Ruf, der in der Tonhöhe ansteigt. Vom Felsenhuhn ist außerdem ein hartes und raues kraik oder krelik zu hören. Das Felsenhuhn nimmt während des Rufens eine sehr hochgereckte Schauhaltung ein. Die Rufe erklingen in einem Abstand von fünf Sekunden. Gelegentlich rufen zwei benachbarte Felsenhühner im Wechsel.

## Verbreitungsgebiet und Lebensraum
Das Verbreitungsgebiet des Felsenhuhns erstreckt sich vom nördlichen Randgebiet der Sahara bis ins nordwestliche Ägypten und nach Marokko. Es kommt auch auf Fuerteventura, sowie auf Teneriffa, Lanzarote, Gomera und La Palma vor, wo es vermutlich durch den Menschen eingeführt wurde. Auch die auf Sardinien vorkommende Population wurde möglicherweise eingeführt. Innerhalb dieses Verbreitungsgebietes werden vier Unterarten beschrieben:
- A. b. koeningi (Reichenow, 1899)[4]: NW-Marokko, eingeführt auf den Kanarischen Inseln und in S-Spanien
- A. b. barbara (Bonnaterre, 1792)[5]: N-Marokko und Algerien; Sardinien (eingeführt?)
- A. b. spatzi (Reichenow, 1895)[6]: S-Marokko bis Zentralalgerien und S-Tunesien
- A. b. barbata (Reichenow, 1896)[7]: Libyen und NW-Ägypten

Die Art ist sehr anpassungsfähig. Neben Kulturland kommt es in Euphorbiensteppen, in Eukalyptuswäldern sowie im Gebirge bis zur Schneegrenze vor. Das Gelege besteht aus zehn bis 14 Eiern, die rotbraun gepunktet sind. Die Brutdauer beträgt 25 Tage. Die Jungvögel bleiben mit den Altvögeln bis zur nächsten Brutperiode zusammen.